# Jan Suchopárek
Jan Suchopárek (ur. 23 września 1969 w Kladnie) – czeski piłkarz grający na pozycji środkowego obrońcy.
W reprezentacji Czechosłowacji, a później w reprezentacji Czech rozegrał 61 meczów i strzelił 4 gole.
Uczestniczył w Mistrzostwach Europy UEFA w 1996 roku, gdzie Czechy zdobyły srebrny medal.